# Mazıdağı

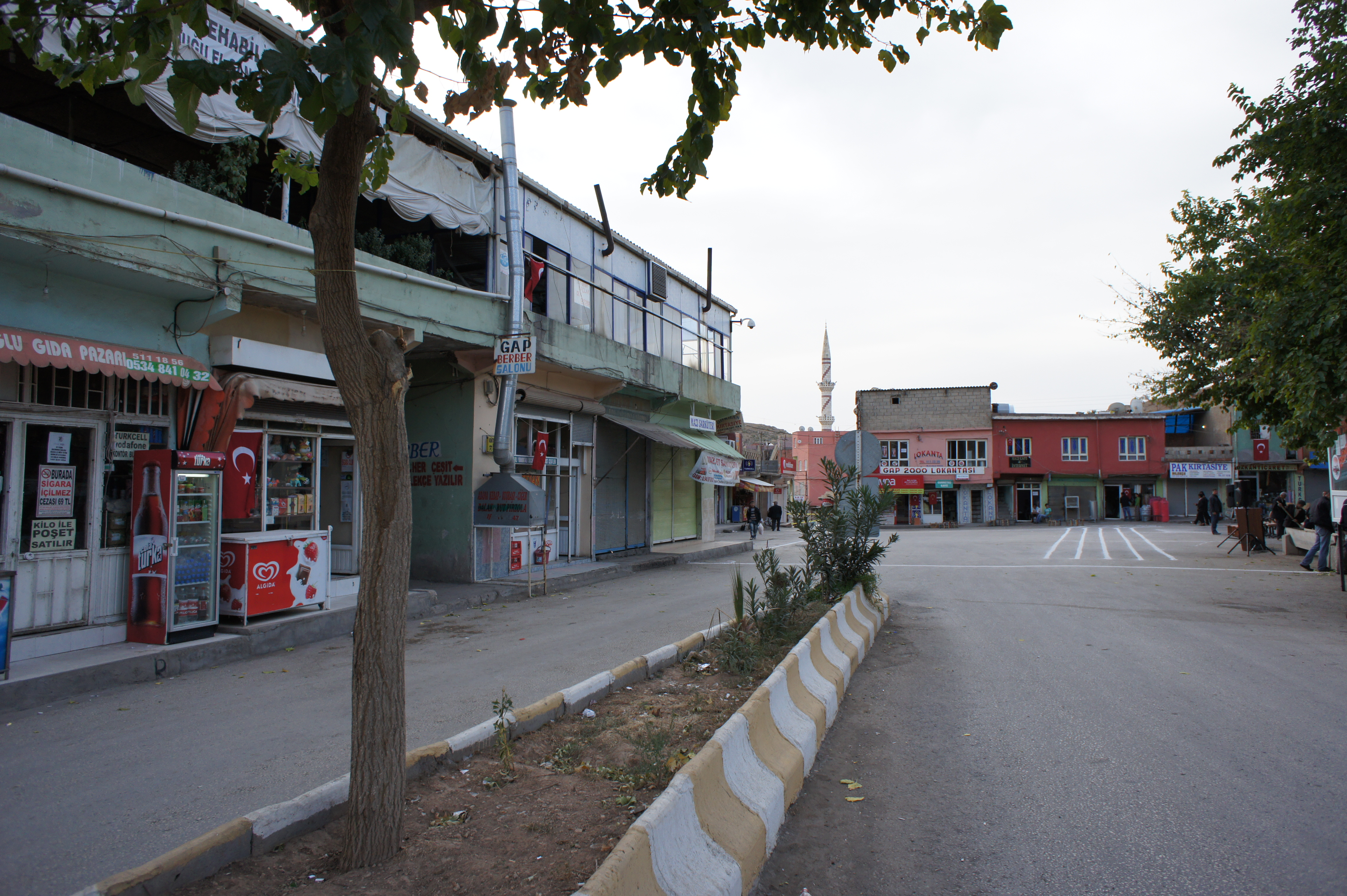
A street in Mazıdağı

Mazıdağı (ehemals Şamrah, kurdisch Şemrex) ist eine Stadtgemeinde (Belediye) im gleichnamigen Ilçe (Landkreis) der Provinz Mardin in der türkischen Region Südostanatolien und gleichzeitig ein Stadtbezirk der 2012 gebildeten Büyükşehir belediyesi Mardin (Großstadtgemeinde/Metropolprovinz). Seit der Gebietsreform ab 2013 ist die Gemeinde flächen- und einwohnermäßig identisch mit dem Landkreis.
Mazıdağı liegt im Norden der Provinz und grenzt extern im Norden an die Provinz Diyarbakır. Interne Grenzen hat Mazıdağı zu Derik im Osten, Kızıltepe im Süden und Artuklu im Osten.
Der Name Mazıdağı bedeutet übersetzt Berg der Lebensbäume. Damit wird auf das reichliche Vorhandensein des Lebensbaumes, eines Zypressengewächses, in der Region Bezug genommen.
Der Kreis wurde 1937 durch Ausgliederung aus dem Kreis Derik gebildet (Gesetz Nr. 3223).
(Bis) Ende 2012 bestand der Landkreis aus der Kreisstadt sowie 49 Dörfern (Köy), die während der Verwaltungsreform 2013/2014 in Mahalle (Stadtviertel/Ortsteile) überführt wurden. Die vier existierenden Mahalle der Kreisstadt blieben unverändert erhalten. Durch Herabstufung der Dörfer zu Mahalle stieg deren Zahl auf 53 an. Ihnen steht ein Muhtar als oberster Beamter vor.
Ende 2020 lebten durchschnittlich 693 Menschen in jedem dieser ** Mahalle, 4641 Einw. im bevölkerungsreichsten (Kayalar Mah.).

## Persönlichkeiten
- Meral Şimşek (* 1980), türkisch-kurdische Schriftstellerin und Dichterin